# Jacques Mathon de La Cour
Pour les articles homonymes, voir Mathon et Cour.
Jacques Mathon de La Cour, né le 28 octobre 1712 à Lyon où il est mort le 7 novembre 1777, est un mathématicien, mécanicien et musicien français.

## Biographie
Appartenant à une ancienne famille de magistrature originaire de la province de Dombes, Jacques Mathon s’illustra par son gout pour les sciences exactes. Il fut l’un des membres les plus laborieux de l’Académie des sciences, belles-lettres et arts de Lyon. 
Lorsqu’il mourut, Mathon travaillait à deux ouvrages considérables : l'un sur l'influence de l’esprit géométrique dans les productions de littérature ; l'autre sur l’analogie des langues comparées entre elles,.
Son grand-père, Jacques-Louis Mathon, conseiller au parlement de cette principauté, vint dans sa vieillesse se retirer à Bourg-Argental, où il possédait une grande fortune territoriale. Son frère, Claude Joseph Mathon de Fogères était procureur du roi au bailliage de Bourg-Argental,.
Son fils était le philanthrope Charles-Joseph Mathon de La Cour, qui paya de sa vie son attachement aux citoyens de sa ville.

## Publications
- Mémoire sur la manière la plus avantageuse de suppléer à l’action du vent sur les grands vaisseaux, 1753.Mémoire sur cette question proposée en 1753, par l’Académie des sciences, qui a partagé l’accessit avec Euler. Le prix a été remporté par Daniel Bernoulli.
- Nouvelles Machines mues par la réaction de mécanique, Lyon, 1763, 3 vol. in-12.
- « Essai du calcul des machines mues par la réaction de l’eau », Journal de Physique.
- Éléments de dynamique et de mécanique, Lyon, 1763, 3 vol. in-12.
- « Plan pour l’intelligence des chapitres 45 et 48 d’Ezechiel, accompagné d’un commentaire littéral », Journal des savants, août 1759.
- « Lettre sur le parallèle de la physique de Newton et de celle de Descartes, par le P. Castel, et autres morceaux », Journal de Trévoux, 1744, 1745.
- « Essai du calcul d’une machine mue par la réaction de l’eau », Journal de physique, t. V & VI.
- Dissertation sur le temple de Jérusalem, 1758.

### Manuscrits conservés
- Introduction à la physique de Newton.
- Examen d’un ouvrage intitulé : Quadrature géométrique du secteur de cercle de quarante-cinq degrés.
- Méthode pour réduire les plans inclinés au plan horizontal.
- Résolution d’un problème de géométrie.
- Essai sur le calcul des jeux de hasard, et en particulier des loteries et banques aux dés.
- Mémoire sur la théorie des forces centrales des astres dont les apsides ne sont pas fixes.
- De quelques Pratiques de gnomonique.
- Méthode pour tracer une méridienne.
- Mémoire sur le ressort des fluides et sur la force nécessaire à un corps pour se mouvoir dans une eau dormante.
- Discours sur l’harmonie des couleurs.
- Problème hydraulique.
- Mémoire sur les effets des étranglements des tuyaux dans les machines hydrauliques.
- Recherches sur la force des roues mues par des courants.
- Projet d’une machine propre à faire remonter perpétuellement de l’eau par la chute d’une partie de celle qu’elle aura élevée.
- Mémoire sur la résistance des points d’appui.
- Mémoire sur la hallistique.
- Deux Mémoires sur la musique.
- Mémoire sur la question : Si les hommes abandonnés à leurs facultés naturelles sont en état d’inventer le langage.